# Partito Nazionale Riunificato
Il Partito Nazionale Riunificato (Herenigde Nasionale Party, HNP)  è stato il prodotto della fusione nel 1940 tra il Partito Nazionale Purificato (Gesuiwerde Nasionale Party) di Daniel François Malan, della corrente di J. B. M. Hertzog dell'United Party, e del Partito Fascista Sudafricano di Johannes von Moltke . 
Nel 1934, J. B. M. Hertzog aveva fuso il suo National Party con il South African Party di Jan Smuts per formare l'United Party, a causa di pressioni da parte degli elettori a seguito della Grande depressione. Egli ne uscì nel 1940, perché non poteva tollerare l'idea che il Sudafrica partecipasse alla seconda guerra mondiale dalla parte britannica. 
Il Partito Herenigde Nasionale guadagnò popolarità dopo la guerra e in modo imprevisto vinse le elezioni del 1948. Internazionalmente, è noto per l'attuazione dell'apartheid. Nel 1951, l'HNP si unì con l'Afrikaner Party, un partito nazionalista afrikaner guidato da uno dei protetti di Hertzog, e tornò al nome breve, il National Party, che ha mantenuto fino a poco tempo dopo la caduta dell'apartheid, nel 1990. 
La sigla del Partito Herenigde Nasionale, HNP, è stata utilizzata anche da un partito secessionista che è stato istituito nel 1969, l'Herstigte Nasionale Party (Partito Nazionale Ricostituito). 